# نمودار میله‌ای

نمونه‌ای از یک نمودار میله‌ای

نمودار میله‌ای، نموداری است که داده‌های دسته‌بندی را با میله‌های مستطیلی با ارتفاع یا طول متناسب با مقادیری که نشان می‌دهند نشان می‌دهد. میله‌ها را می‌توان به صورت عمودی یا افقی ترسیم کرد. نمودار میله ای عمودی گاهی نمودار ستونی نامیده می‌شود.
نمودار میله‌ای مقایسه‌هایی را بین دسته‌های مجزا نشان می‌دهد. یکی از محورهای نمودار، مقوله‌های خاصی را که مقایسه می‌شوند، نشان می‌دهد و محور دیگر مقدار اندازه‌گیری شده را نشان می‌دهد. برخی از نمودارهای میله ای، میله‌هایی را در گروه‌های بیش از یک دسته‌بندی می‌کنند و مقادیر بیش از یک متغیر اندازه‌گیری شده را نشان می‌دهند.